# Жаркын (Абайская область)
Жаркын (каз. Жарқын, до 1990 г. — Левобережное) — село в Жанасемейском районе Абайской области Казахстана. Входит в состав Приречного сельского округа. Код КАТО — 632859300.

## Население
В 1999 году население села составляло 602 человека (296 мужчин и 306 женщин). По данным переписи 2009 года, в селе проживали 653 человека (308 мужчин и 345 женщин).